# Leichtathletik-Europameisterschaften 1982/Hammerwurf der Männer

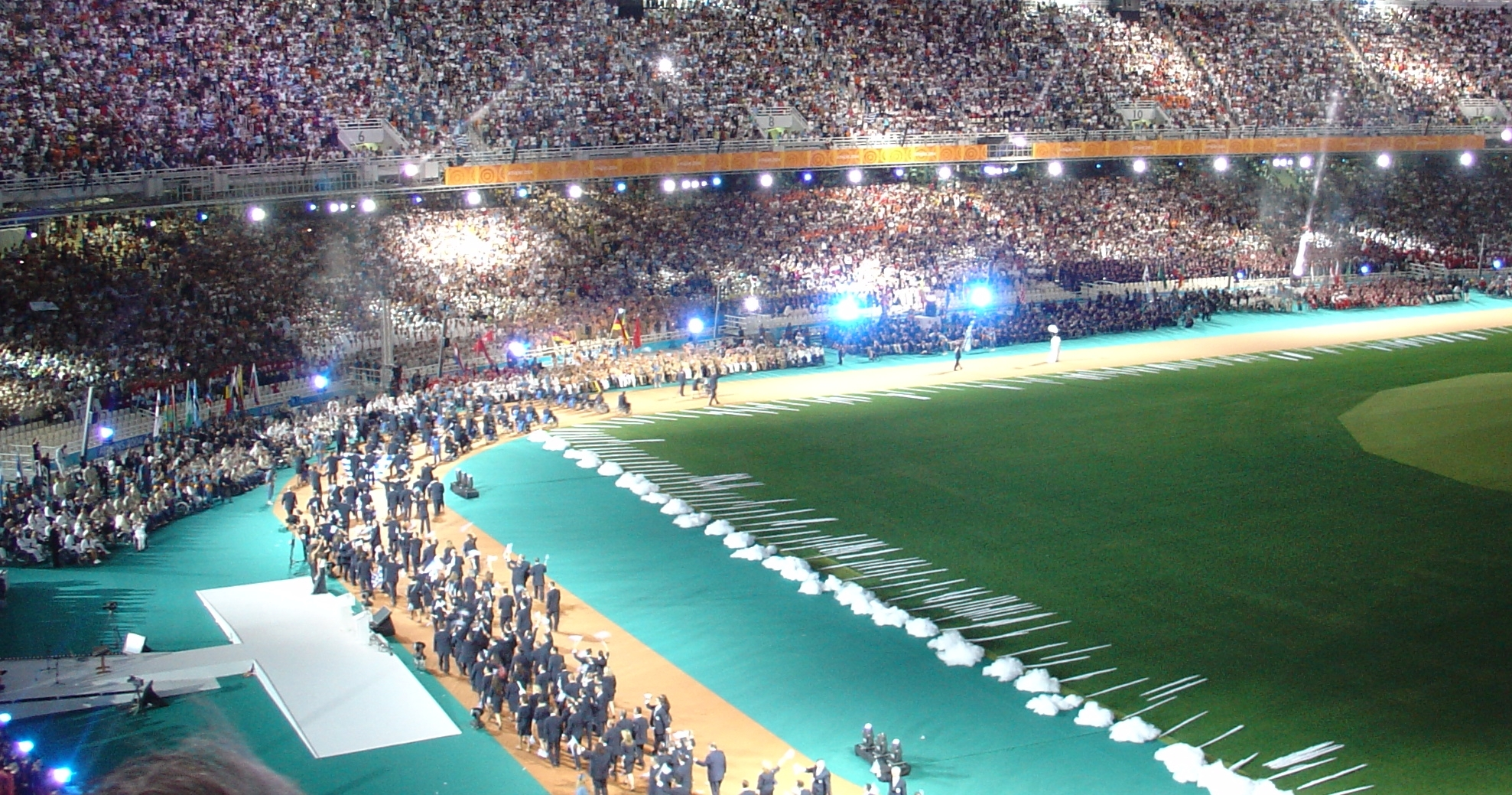
Das Athener Olympiastadion bei der Eröffnung der Paralympics 2004

Der Hammerwurf der Männer bei den Leichtathletik-Europameisterschaften 1982 wurde am 9. und 10. September 1982 im Olympiastadion von Athen ausgetragen.
In diesem Wettbewerb gab es einen Dreifachsieg für die Hammerwerfer aus der UdSSR. Zum zweiten Mal Europameister wurde der zweifache Olympiasieger von 1976/1980 Jurij Sjedych. EM-Silber ging an Igor Nikulin. Der Olympiazweite von 1980 und Weltrekordinhaber Sergei Litwinow errang die Bronzemedaille.

## Rekorde

### Bestehende Rekorde
| Weltrekord           | 83,98 m | Sergei Litwinow | Moskau, Sowjetunion (heute Russland) | 4. Juni 1982      |
| Europarekord         | 83,98 m | Sergei Litwinow | Moskau, Sowjetunion (heute Russland) | 4. Juni 1982      |
| Meisterschaftsrekord | 77,28 m | Jurij Sedych    | EM Prag, Tschechoslowakei            | 2. September 1978 |

### Rekordverbesserungen
Der EM-Rekord wurde bei diesen Europameisterschaften drei Mal verbessert:
- 77,58 m – Sergei Litwinow (Sowjetunion), Qualifikation am 9. September
- 77,58 m – Jurij Sedych (Sowjetunion), Qualifikation am 9. September
- 81,66 m – Jurij Sedych (Sowjetunion), Finale am 10. September, erster Versuch

## Legende
Kurze Übersicht zur Bedeutung der Symbolik – so üblicherweise auch in sonstigen Veröffentlichungen verwendet:
| CR  | Championshiprekord    |
| NM  | keine Weite (no mark) |
| ogV | ohne gültigen Versuch |

## Qualifikation
9. September 1982
21 Teilnehmer traten zur Qualifikationsrunde an. Die Qualifikationsweite für den direkten Finaleinzug betrug 72,00 m. Genau zwölf Athleten übertrafen diese Marke (hellblau unterlegt), womit die Mindestzahl von zwölf Finalteilnehmern erreicht war. Die qualifizierten Sportler trugen am darauffolgenden Tag das Finale aus.
| Platz | Name                | Nation         | Weite (m) |
| ----- | ------------------- | -------------- | --------- |
| 1     | Sergei Litwinow     | Sowjetunion    | 77,58 CR  |
| 2     | Jurij Sjedych       | Sowjetunion    | 77,58 CR  |
| 3     | Harri Huhtala       | Finnland       | 75,86000  |
| 4     | Klaus Ploghaus      | BR Deutschland | 74,32000  |
| 5     | Roland Steuk        | DDR            | 74,10000  |
| 6     | Igor Nikulin        | Sowjetunion    | 74,06000  |
| 7     | Ireneusz Golda      | Polen          | 73,92000  |
| 8     | Detlef Gerstenberg  | DDR            | 73.88000  |
| 9     | Mariusz Tomaszewski | Polen          | 73,48000  |
| 10    | Jörg Schaefer       | BR Deutschland | 72,98000  |
| 11    | Giampaolo Urlando   | Italien        | 72,76000  |
| 12    | Juha Tiainen        | Finnland       | 72,62000  |
| 13    | Emanuil Dulgerow    | Bulgarien      | 71,16000  |
| 14    | Tibor Tánczi        | Ungarn         | 71,04000  |
| 15    | Martin Girvan       | Großbritannien | 70,62000  |
| 16    | Orlando Bianchini   | Italien        | 70,06000  |
| 17    | Richard Olsen       | Dänemark       | 69,78000  |
| 18    | Jukka Olkkonen      | Finnland       | 69,76000  |
| 19    | Christoph Sahner    | BR Deutschland | 69,24000  |
| 20    | Sean Egan           | Irland         | 66,96000  |
| NM    | Kjell Bystedt       | Schweden       | ogV000    |

## Finale

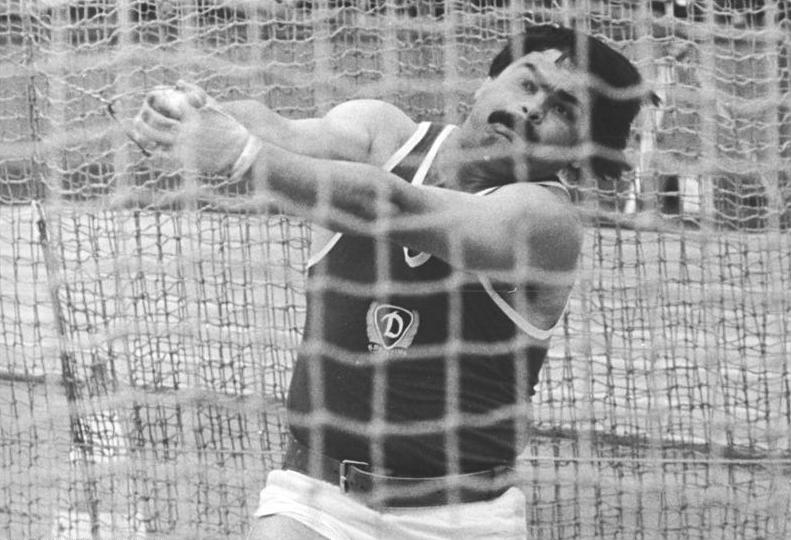
Detlef Gerstenberg, EM-Vierter von 1978, erreichte Platz sechs
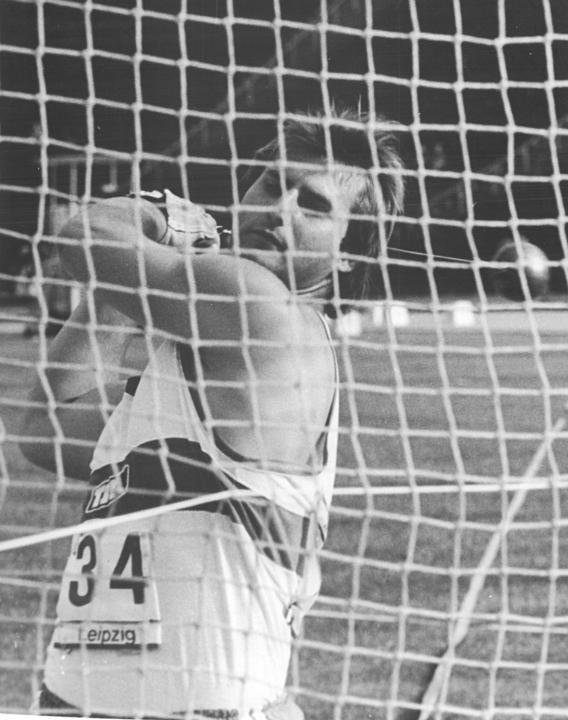
Der Vizeeuropameister von 1978 Roland Steuk kam auf den siebten Platz

10. September 1982
| Platz | Name                | Nation         | Weite (m) |
| ----- | ------------------- | -------------- | --------- |
| 1     | Jurij Sjedych       | Sowjetunion    | 81,66 CR  |
| 2     | Igor Nikulin        | Sowjetunion    | 79,44000  |
| 3     | Sergei Litwinow     | Sowjetunion    | 78,66000  |
| 4     | Ireneusz Golda      | Polen          | 76,58000  |
| 5     | Harri Huhtala       | Finnland       | 76,12000  |
| 6     | Detlef Gerstenberg  | DDR            | 75,32000  |
| 7     | Roland Steuk        | DDR            | 74,76000  |
| 8     | Klaus Ploghaus      | BR Deutschland | 74,52000  |
| 9     | Jörg Schaefer       | BR Deutschland | 74,08000  |
| 10    | Mariusz Tomaszewski | Polen          | 73,74000  |
| 11    | Giampaolo Urlando   | Italien        | 73,08000  |
| 12    | Juha Tiainen        | Finnland       | 72,12000  |

Europameister Jurij Sjedych erzielte im Finale folgende Versuchsserie:

81,66 m – 80,48 m – 80,96 m – 79,36 m – 81,62 m – 80,94 m

## Videolink
- 1982 European Athletics Championships - Hammer Throw Final, www.youtube.com, abgerufen am 7. Dezember 2022